# Marcelo Zalayeta
Marcelo Danubio Zalayeta (Montevidéu, 5 de Dezembro de 1978) é um ex-futebolista uruguaio, que atuava como atacante.

## Carreira
Marcelo começou a carreira no Danubio Fútbol Club e depois foi para o Peñarol, onde fez fama. Foi para a Juventus em 1997, considerado uma promessa jovem do clube. Ele passou um tempo no Empoli, e brilhou na Copa América de 1999, chegando até à final contra o Brasil. Dois anos depois, jogou no Sevilla Fútbol Club. Em 2007 foi comprado pelo Napoli, onde teve uma passagem bem irregular. Em 2009 foi emprestado ao Bologna, por uma temporada, com opção de renovação. Em 2010 foi comprado pelo Kayserispor.
Em Maio de 2011, firmou contrato com o Peñarol para começar a jogar a partir de junho de 2011.

## Títulos
Peñarol
- Campeonato Uruguaio: 1997 e 2012–13

Juventus
- Serie A: 1997–98, 2001–02 e 2002–03
- Supercoppa Italiana: 2002 e 2003
- Serie B: 2006–07